# Toda Asnares
Toda Asnares (šp. Toda Aznárez, arap. تودا النافارية; Toda Pamplonska) (876. – 15. oktobra 958.) bila je plemkinja i kraljica Pamplone u Španiji.
Njen muž je bio kralj Sančo Garses I.

## Biografija
Toda je rođena 876. godine.
Njeni roditelji su bili plemić Asnar Sančes i njegova rodica Oneka Fortunes, koja je bila infanta. Todina baba je bila kraljica Aurija, a deda kralj Fortun Garses od Pamplone.
Todina sestra, Sanča Asnares, bila je takođe kraljica Pamplone.
Toda se udala za kralja Sanča I, ali nije poznato kada tačno.
Brak Tode i Sanča bio je dosta skladan i srećan. Ovo su njihova deca:
- Uraka Sančes, kraljica Leona
- Oneka Sančes, kraljica Leona
- Sanča Sančes, kraljica Leona
- Orbita Sančes
- Velaskita Sančes
- Munija (Munja) Sančes
- Garsija Sančes I, kralj[3]

Godine 958. je Toda umrla.

## Toda i Sančo
Todin najpoznatiji unuk je kralj Sančo I od Leona, koji je patio zbog debljine te je znan i kao Sančo Debeli.
Toda je htela pomoći unuku te je zatražila pomoć emira Kordobe, koji je poslao svog jevrejskog lekara da izleči Sanča. Sančo je sa babom Todom otišao u Kordobu te je uspešno lečen.